# Wasyl Fedoryszyn
Wasyl Fedoryszyn (ukr. Василь Петрович Федоришин; ur. 31 marca 1981 w Kałuszu) – ukraiński zapaśnik w stylu wolnym. Trzykrotny olimpijczyk. Srebrny medalista z Pekinu 2008, czwarty w Atenach 2004, siedemnasty w Londynie 2012 w kategorii 60 kg.
Największym jego sukcesem jest srebrny medal na Igrzyskach Olimpijskich w Pekinie, w finale przegrywając z Rosjaninem Mawletem Batirowem.
Decyzją z dnia 5 kwietnia 2017 roku, został pozbawiony srebrnego medalu z 2008 z powodu stwierdzenia użycia niedozwolonej substancji.
Zdobył dwa medale mistrzostw świata i dziewięć mistrzostw Europy. Pierwszy w Pucharze Świata w 2010; czwarty w 2014 i piąty w 2000 roku.